# 移動無線センター
一般財団法人移動無線センター（いどうむせんセンター、英: The MRC Foundation、略: MRC）は、MCA無線（第三者無線）の実施およびその他の陸上移動業務の無線局の設備提供や管理をする一般財団法人である。

## 概要
1964年（昭和39年）に財団法人移動無線センター（現在の関東センターに相当）として陸上移動業務の無線局の設備提供・管理を行うために設立された。
第一号となったのは、東京城西旅客自動車事業協同組合（現東京無線協同組合）の集中基地局である。
- 集中基地局とは、共通営業区域内の複数のタクシー事業者の各社の基地局を特定の場所に集中して設置する方式[1]である。

1981年（昭和56年）に同組合が初のAVM（車両位置等自動表示システム）サービスを開始する時もサインポスト（無線局の種別は無線標定陸上局）の設備提供・管理もした。
- 基地局、無線標定陸上局とも無線システムを利用する企業・団体が無線局の免許人となり、本センターは支援に留まるものであった。

1982年（昭和57年）にMCA無線が制度化されると自ら制御局（種別は陸上移動中継局）の免許を取得し、事業の主体として活動を開始。
関西地方には別法人として近畿移動無線センターが設立された。
以後、地方毎に開設が続き、
1986年（昭和61年）の東北移動無線センター設立をもって日本全国を8財団でカバーする体制ができた。
2009年（平成21年）には8財団が合併し「移動無線センター」として法人としては単一のものとなった。
2012年（平成24年）に一般財団法人へ移行した。

## 事業
MCA無線事業
日本全国に制御局を開設し、地方自治体や民間企業に業務用移動通信サービスを提供
- 制度化当初は本センターの独占事業であったが、1986年（昭和61年）にモトローラ（後に日本移動通信システム協会（JAMTA）へ移管）が参入していた。しかし、2014年（平成26年）3月にJAMTAが撤退し、再び独占状態となった

基地局事業
タクシー無線、防災行政無線、新聞・放送事業者の取材用無線などへの無線設備の提供及び保守・管理
| 官公庁等 | 関東電波管理局、東京南鉄道管理局(5)、東京都環境保全局(3)、首都高速道路公団(2)、(財)東京タクシー近代化センター |
| 新聞     | 朝日新聞社、毎日新聞社、読売新聞社、(社)共同通信社、産経新聞社、中日新聞社 |
| 放送     | (株)ニッポン放送、(株)文化放送、(株)エヌエスビー通信社(予定) |
| タクシー | イースタンモータース(株)、荏原工業(株)、(株)グリーンキャブ、江東乗用自動車協同組合、第一国際タクシー(株)(2)、大和自動車交通(株)、チェッカーキャブ無線協同組合(3)、帝都自動車交通(株)、東京都個人タクシー協同組合(2)、東京私鉄自動車協同組合、東京自動車交通事業協同組合、東部ハイタク協同組合(2)、東旅協ハイヤータクシー事業協同組合(2)、日本交通(株)(4)、日の丸自動車(株)、藤田観光無線事業協同組合、東京中央自動車協同組合、東京城西旅客自動車事業協同組合(3)、東都自動車(株)、日本個人タクシー連合会東京都営業協同組合 |
| 警備保障 | 綜合警備保障(株)、極東警備保障(株) |
| 運輸     | 近鉄航空貨物(株)、東京佐川急便(株)、(株)東西エキスプレス、日商運輸興業(株)、日本通運(株)、阪急国内空輸(株)、福山運送(株)、(有)丸長運輸、名鉄運輸(株)、大和運輸(株)、大栄運輸興業(株) |
| その他   | 東京空港交通(株)、(株)関東ビクターサービス、ヤマギワ(株)、石丸電気(株)、ソニー商事(株)、東京コカ・コーラボトリング(株)、フナコシ薬品(株) |

## 沿革
- 1964年（昭和39年）
  - 5月21日 - 郵政省が、大都市における移動無線の集中基地局の採用を決定[4]
  - 5月26日 - 設立準備委員会を開催[4]
  - 6月23日 - 財団法人の設立許可[4]
  - 7月2日 - 財団法人移動無線センター設立[4]
- 1965年（昭和40年）4月 - 集中基地局事業開始
- 1981年（昭和56年）7月 - AVM開始
- 1982年（昭和57年）
  - 9月13日 - 郵政省による陸上移動中継局・MCA陸上移動通信の制度化[5]
  - 10月25日 - MCA無線サービス（800MHz帯アナログ）開始[6]
  - 11月 - 財団法人近畿移動無線センター設立
- 1983年（昭和58年）11月 - 財団法人東海移動無線センター設立
- 1984年（昭和59年）
  - 9月 - 財団法人北海道移動無線センター設立
  - 10月 - 財団法人九州移動無線センター設立
- 1985年（昭和60年）
  - 8月 - 財団法人中国移動無線センター設立
  - 10月 - 財団法人信越移動無線センター設立
- 1986年（昭和61年）3月 - 財団法人東北移動無線センター設立
- 1988年（昭和63年）11月 - 北海道から沖縄までMCAサービスエリアが拡大
- 1990年（平成2年）
  - 6月18日 - 郵政省による1.5GHz帯の制度化[7]
  - 11月 - 1.5GHz帯アナログMCA無線サービス開始
- 1993年（平成5年）3月10日 - 郵政省によるデジタルMCA陸上移動通信の制度化[8]
- 1994年（平成6年）4月 - 1.5GHz帯デジタルMCA無線サービス開始
- 2003年（平成15年）10月 - 800MHz帯デジタルMCA mcAccess eサービス開始
- 2009年（平成21年）4月 - 全国8財団が合併し「財団法人移動無線センター」発足
- 2012年（平成24年）4月 - 一般財団法人へ移行
- 2016年（平成28年）9月 - mcAccess e+ サービス開始
- 2019年（平成31年）4月22日 - 総務省による高度MCA陸上移動通信の制度化[9]
- 2021年（令和3年）4月1日 - MCAアドバンス サービス開始[10]

## 事業所
- 北海道センター
- 東北センター
- 関東センター
  - 信越事務所
  - 沖縄事務所
- 東海センター
- 近畿センター
  - 北陸事務所
- 中国センター
- 九州センター

## その他
本センター以外にも各地に「○○移動無線センター」という名称で、タクシー無線の集中基地局の運営など本センターと類似した事業を行う法人があるが、本センターとは無関係である。